# سفيند جنسن (مصارع رياضي)
سفيند جنسن هو مصارع رياضي دنماركي، ولد في 6 يوليو 1900 في كوبنهاغن في الدنمارك، وتوفي في 19 نوفمبر 1975 في جينتوفتي ‏ في الدنمارك.

## وصلات خارجية
- سفيند جنسن على موقع أوليمبيديا (الإنجليزية)